# Річард Бодор
Річард Бодор (угор. Richárd Bodor, 10 травня 1979) — угорський плавець.
Учасник Олімпійських Ігор 2004, 2008 років.
Призер Чемпіонату Європи з водних видів спорту 2004 року.
Призер Чемпіонату Європи з плавання на короткій воді 2002 року.
Призер літньої Універсіади 2001 року.